# Air Méditerranée

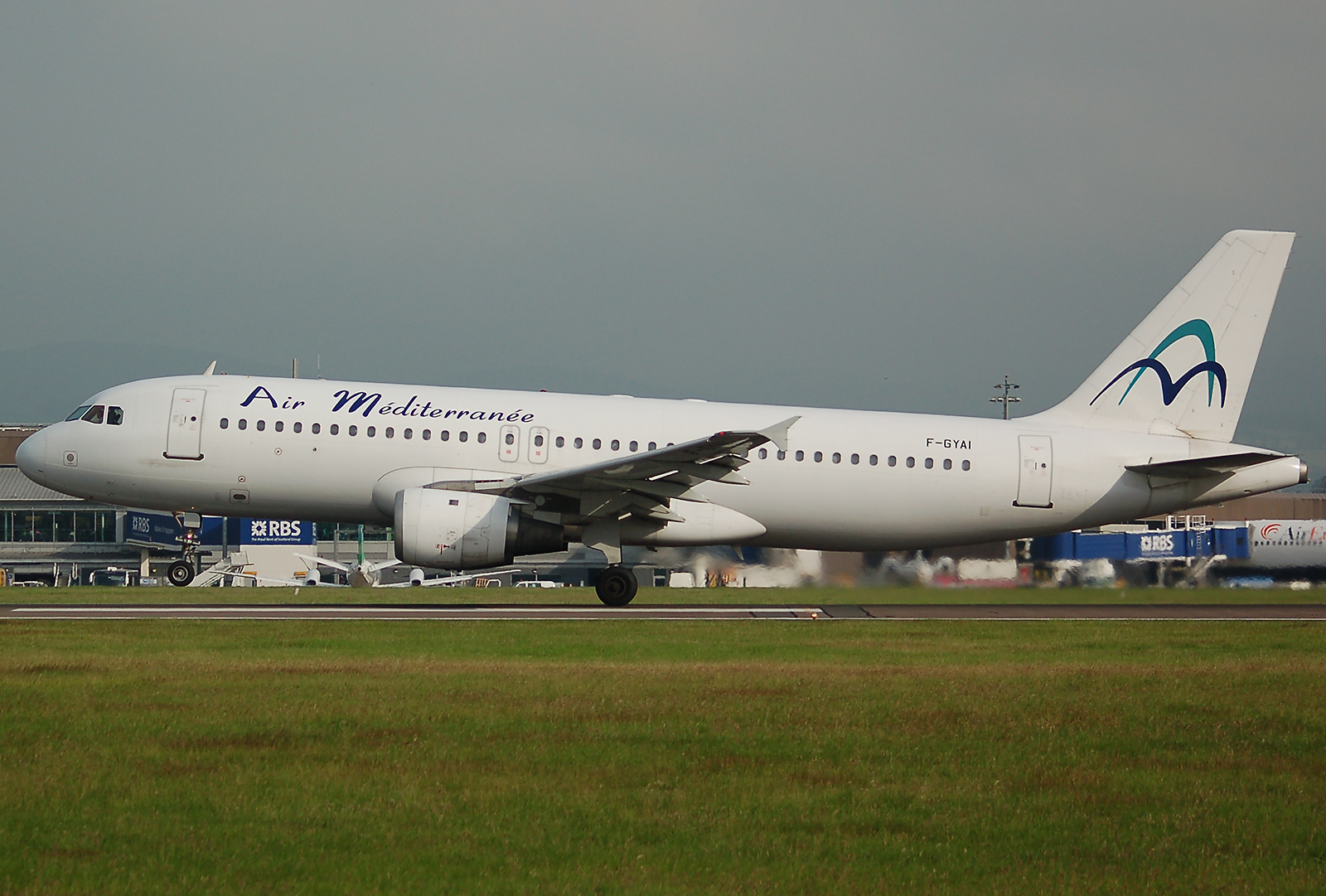
En Airbus A320 från Air Méditerranée landar.

Air Méditerranée var ett franskt charterflygbolag. Flygbolaget grundades 1997 som passagerar- och fraktflygbolag. De flesta av Air Méditerranées flyglinjer startade ifrån huvudbasen Paris-Charles de Gaulle flygplats. Bolaget försattes i konkurs 2016.

## Flotta

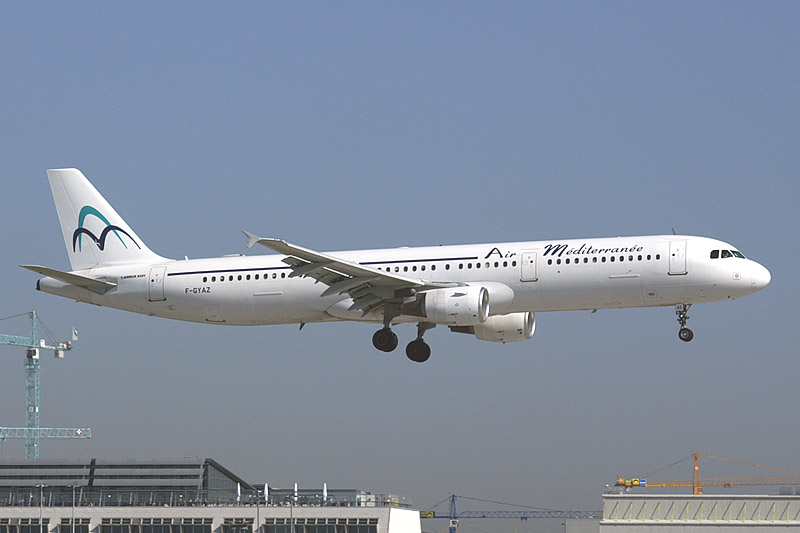
En Air Méditerranée Airbus A321 landar på Stuttgarts flygplats (2006).

I april 2015 hade Air Méditerranée följande flotta:

## Destinationer
Dessa destinationer hade Air Méditerranée i maj 2011.

### Algeriet
- Alger - Houari Boumediene flygplats
- Chlef - Aéroport de Chlef
- Jijel - Jijel Ferhat Abbas flygplats
- Oran - Oran Es Sénia flygplats

### Kroatien
- Dubrovnik - Dubrovniks flygplats
- Pula - Pulas flygplats
- Split - Splits flygplats

### Frankrike
- Bordeaux - Mérignac flygplats
- Brest - Aéroport de Brest-Bretagne
- Clermont Ferrand - Auvergne flygplats
- Deauville - Aéroport de Deauville - Normandie
- Lille - Aéroport de Lille-Lesquin
- Lyon - Lyon-Saint Exupéry flygplats
- Marseille - Marseille Provence flygplats
- Montpellier - Montpellier - Méditerranée flygplats
- Mulhouse - Mulhouse flygplats
- Nantes - Nantes Atlantique flygplats
- Paris
  - Paris-Charles de Gaulle flygplats
  - Paris-Orly flygplats
- Strasbourg - Entzheim flygplats
- Toulouse - Aéroport de Toulouse-Blagnac

### Grekland
- Araxos - Araxos flygplats
- Aten - Aten-Elefthérios Venizélos internationella flygplats
- Korfu - Korfus internationella flygplats
- Heraklion - Heraklions internationella flygplats

### Irland
- Shannon Airport

### Israel
- Eilat - Ovda flygplats
- Tel Aviv - Ben Gurions internationella flygplats

### Italien
- Palermo - Aeroporto di Palermo-Punta Raisi
- Rom - Rom-Fiumicinos flygplats börjar 31 oktober 2011

### Libanon
- Beirut - Beirut Rafic Hariri International Airport

### Marocko
- Agadir - Agadir-Al Massiras flygplats
- Marrakech - Marrakech-Menara flygplats
- Oujda - Aéroport d'Oujda-Angads
- Tanger - Aéroport de Tanger-Ibn Battouta

### Senegal
- Dakar - Aéroport international Léopold-Sédar-Senghor

### Spanien
- Fuerteventura - Fuerteventuras flygplats
- Ibiza - Ibizas flygplats
- Málaga - Málaga-Costa del Sols flygplats
- Palma de Mallorca - Palma de Mallorcas flygplats
- Teneriffa - Teneriffas södra flygplats

### Tunisien
- Djerba - Djerba-Zarzis International Airport
- Monastir - Aéroport international de Monastir Habib-Bourguiba
- Tunis - Tunis-Carthage International Airport

### Turkiet
- Bodrum - Milas-Bodrum flygplats

### Storbritannien
- Glasgow - Glasgow Airport